# Max Heß
Max Heß (Chemnitz, 13 juli 1996) is een Duits atleet, gespecialiseerd in het hink-stap-springen uit stand. Hij werd Europees kampioen in 2016 en is houder van het Duitse indoorrecord met een sprong van 17,52 meter. Daarnaast heeft Heß verschillende medailles verzamelt op Wereld- en Europese kampioenschappen.

## Carrière
De atletieksport werd onder door de springkracht en het snelheidspotentieel voor het hinkstapspringen. Het gevolg was dat Heß in 2013 deelnam aan de Duitse kampioenschappen onder 18 jaar en won hierbij de titel. Het jaar daarna won Heß de Onder 20 indoor en outdoor titel. Het jaar daarna zette Heß deze successen voort en werd weer tweemaal nationaal kampioen.
Heß begon zijn internationale carrière met een zilveren medaille op de wereldkampioenschappen voor junioren in 2014. In 2016 won Heß zilver op de Wereldkampioenschappen indooratletiek 2016 in een persoonlijk record van 17,14 meter. Tijdens de Duitse kampioenschappen in 2016 sprong Heß 17,06 meter en verzekerde zich daarmee voor de Olympische Zomerspelen. Tijdens de Europese kampioenschappen atletiek 2016 won Heß de gouden plak met een sprong van 17,20 meter. De Olympische Zomerspelen werden een teleurstelling omdat Heß in de kwalificatie al werd uitgeschakeld.
In 2017 behaalde Heß brons op zowel de Europese indoorkampioenschappen 2017 als de Europese kampioenschappen onder 23 jaar. Tijdens de indoorkampioenschappen in Belgrado vestigde Heß het Duitse indoorrecord met een sprong van 17,52 meter, hiermee verbrak Heß het zesentwintig jaar oude Duits record van de Oost-Berlijner Jörg Frieß met 21 centimeter in zijn eerste poging. 
Op het Wereldkampioenschappen indooratletiek 2018 lukte het niet om weer op het podium te eindigen net als twee jaar geleden, met een elfde plaats werd het toernooi afgesloten. Voetproblemen en de daaruit voortvloeiende buigklachten als gevolg van compenserende bewegingen maakten een stabiel buitenseizoen moeilijk dat eindigde met een 6e plaats op de Duitse kampioenschappen en een 15e plaats op de Europese kampioenschappen atletiek 2018.
In 2019 wist Heß voor de vierde keer op rij Duits indoorkampioen te worden in het indoorseizoen en won Heß brons op de Europese kampioenschappen indooratletiek 2019 met een seizoen beste prestatie van 17,10 meter. Heß werd opnieuw Duits kampioen, gaf voorrang aan zijn gezondheid en nam niet deel aan de wereldkampioenschappen atletiek 2019.
In 2020 nam Heß niet deel aan het indoorseizoen vanwege rugklachten en kon hij voor de vierde keer Duits kampioen worden in het buitenseizoen, dat laat begon vanwege de coronapandemie.
In 2021 werd hij voor de vijfde keer Duits indoorkampioen en Duits buitenkampioen. Hij nam ook deel aan het Duitse team op de Olympische Zomerspelen 2020. Hierop werd Heß zeventiende in de kwalificatie.
Tijdens de Duitse kampioenschappen werd Heß weer Duits indoorkampioen en Duits buitenkampioen. Op de Wereldkampioenschappen atletiek 2022 wilde het weer niet lukken om een finale plaats te halen en Heß eindigde op de dertiende plaats in de kwalificaties.
Tijdens de Duitse kampioenschappen werd Heß veertien keer nationaal kampioen.

## Studie
Heß studeerde in 2016 af aan de Chemnitz Sports High School. Sinds het wintersemester 2016/17 studeert hij industriële techniek aan de Technische Universiteit van Chemnitz. 

## Persoonlijke records
| Onderdeel             | Prestatie | Locatie  | Datum |
| --------------------- | --------- | -------- | ----- |
| Dreisprong (outdoor)  | 17,38 m   | Parijs   | 2024  |
| Dreisprong (indoor)   | 17,52 m   | Belgrado | 2017  |
| Verspringen (outdoor) | 7,57 m    | Weinheim | 2015  |
| Verspringen (indoor)  | 8,03 m    | Chemnitz | 2015  |

## Palmares

### Hink-stap-springen
- 2014:  WK junioren – 16,55 m
- 2016:  DK indoor – 17,00 m
- 2016:  WK indoor – 17,14 m
- 2016:  EK – 17,20 m
- 2016: 15e in kwal OS – 16,56 m
- 2017:  EK indoor – 17,12 m
- 2017:  DK – 17,13 m
- 2017:  EK U23 – 16,68 m
- 2017: DNS WK
- 2018:  DK – 16,84 m
- 2018: 11e WK indoor – 16,47 m
- 2018: 5e in kwal EK –16,32 m
- 2019:  DK indoor – 16,74 m
- 2019:  EK indoor – 17,10 m
- 2019:  DK – 16,50 m
- 2020:  DK – 16,58 m
- 2021:  DK indoor – 17,00 m
- 2021:  DK – 16,51 m
- 2021:  EK indoor – 17,01 m
- 2021: 17e in kwal OS – 16,69 m
- 2022:  DK indoor – 16,05 m
- 2022:  DK – 16,20 m
- 2022: 13e in kwal WK – 16,64 m
- 2023:  DK indoor – 16,73 m
- 2023:  EK indoor – 16,57 m
- 2023:  DK – 16,12 m
- 2023: 18e in kwal. WK – 16,48 m
- 2024:  DK indoor – 17,03 m
- 2024: 9e WK indoor – 16,66 m
- 2024: 5e EK –16,32 m
- 2024:  FBK Games – 17,03 m
- 2024: 7e OS – 17,38 m
- 2025:  DK indoor – 17,00 m
- 2025:  EK indoor – 17,43 m
- 2025: 6e WK indoor – 17,03 m

### Verspringen
- 2015: 11e in kwal. EK indoor – 7,71 m
- 2023:  DK – 7,76 m
- 2023: 6e DK – 7,51 m